# بحيرة القادسية

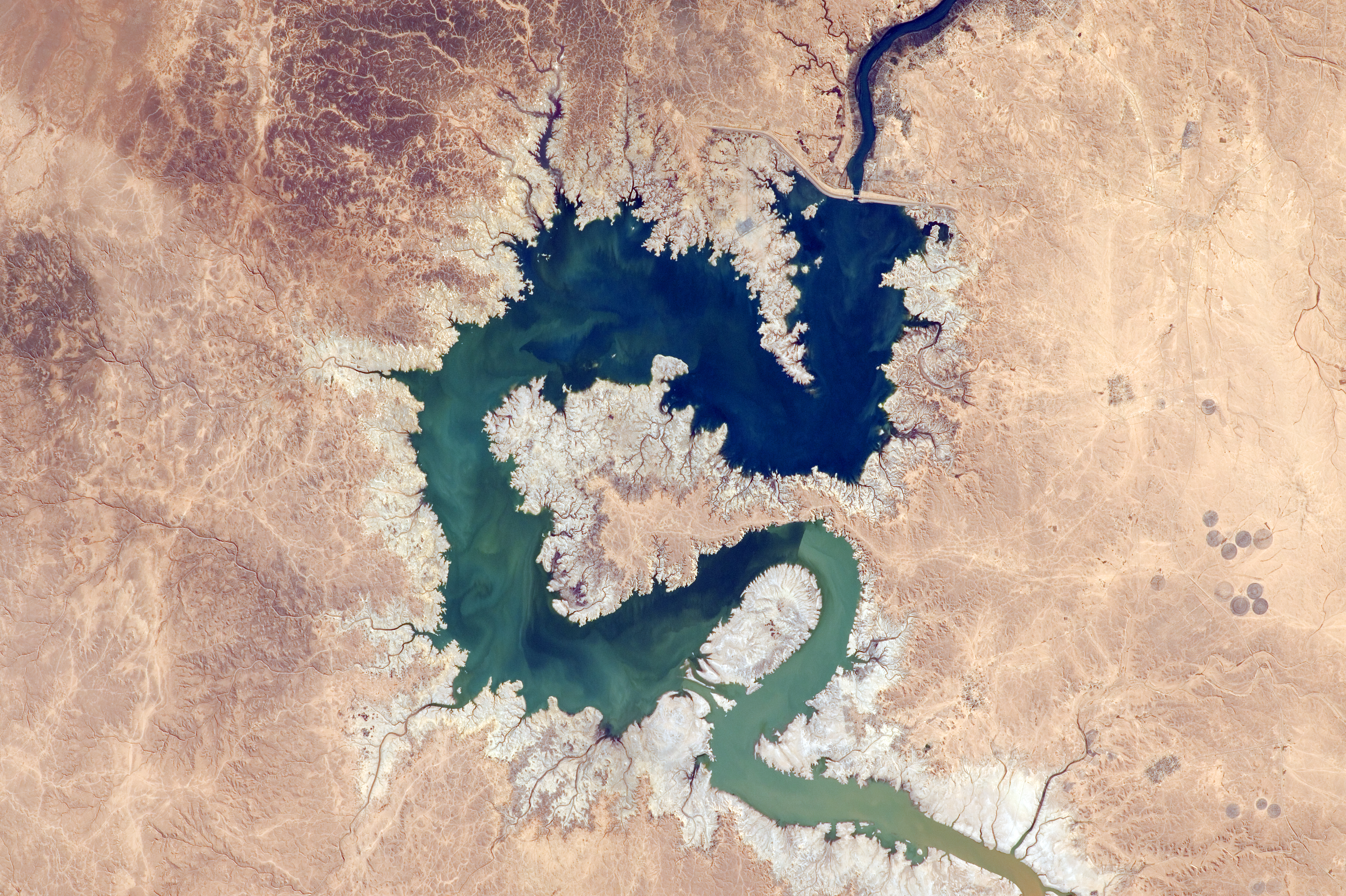
بحيرة القادسية كما تبدو من محطة الفضاء الدولية

بحيرة القادسية هي بحيرة اصطناعية نتجت بسبب حصر مياه نهر الفرات بواسطة سد حديثة تقع عند مدينة حديثة غرب العراق في محافظة الأنبار. تبلغ مساحتها 500 كم2 وبطاقة تخزينية تصل إلى 8,2 مليار م3.
في 3 ديسمبر 2006، هبطت مروحية عسكرية أمريكية اضطراريًا في البحيرة، مما أدى إلى غرق أربعة من بين ستة عشر راكبًا كانوا على متنها.